# 維茲尼亞河
維茲尼亞河（烏克蘭語：Візня），是烏克蘭北部的河流，屬於伊爾沙河的右支流。該河發源自涅拉日附近，流經日托米爾州的日托米爾區和科羅斯堅區，河道全長45公里，流域面積384平方公里。